# Olé (John Newman)
Olé è un singolo del cantautore britannico John Newman, pubblicato l'8 luglio 2016.

## Video musicale
Il videoclip pubblicato il 5 agosto 2016 è stato girato a Los Cabos in Messico e vede protagonista lo stesso Newman trascorrere le vacanze lì. Nel video compaiono anche altre persone, tra cui Calvin Harris e una ragazza.